# Kara-Bom
Kara-Bom (Altajs: Кара бом - Kara bom, "Zwarte rots") is een archeologische vindplaats in het Altajgebergte met meerdere lagen uit het paleolithicum. Het ligt 4 km ten zuidwesten van het dorp Jelo (district Ongoedajski van de republiek Altaj, Rusland) aan de voet van een klif nabij de monding van de Semisart in de Kajerlyk. 
De locatie werd in 1980 ontdekt door de archeoloog Aleksej Okladnikov. Het onderzoek werd uitgevoerd door Okladnikov in 1980-1981, en Anatoli Derevjanko en Valeri Petrin in 1987-1993.
Op een oppervlakte van 301 m² werden 13 lagen geïdentificeerd, waarvan 8 met sporen van bewoning: de onderste 2 uit het Moustérien, de rest uit het initieel laatpaleolithicum. Zoja Abramova merkte de afwezigheid op van schijfvormige en Levallois-kernen en overeenkomstige scherpe punten in de Kara Bom-inventaris, waarbij ze grote, regelmatige klingen en kernen als het karakteristieke kenmerk van deze site en het belangrijkste type stenen artefacten beschouwde.
Volgens Derevjanko, Petrin e.a. werd de Moustérien-steenindustrie hier gekenmerkt door de Levalloistechniek, talrijke getande vormen en een groep producten die tot de microlithische industrie behoorden, evenals racloirs.
De inventaris uit de laatpaleolithische lagen behoorde tot de zogenaamde overgangsindustrieën: kernen met Levallois-uiterlijk voor het verkrijgen van grote klingen, kernen voor het verwijderen van microklingen, talrijke geretoucheerde klingen met inkepingen, verschillende schrabbers en stekers.
Bij Kara-Bom gaf het niveau van de Mousterién-industrie radiokoolstofdateringen van vóór 44.000 jaar. Het niveau met een "transitionele" industrie uit het initiële laatpaleolithicum gaf een datering van 43.200 ± 1.500 jaar BP. De laatpaleolithische lagen werden door middel van koolstofdateringsmethoden gedateerd op een tijd van ongeveer 40-30 duizend jaar geleden. 
Volgens de ontdekte plantenresten bevond Kara-Bom zich in de zone van het donker coniferenbos met een mengsel van loofbomen en gemengde bossen. Er werden botten van oerossen, paarden, neushoorns, hazen en marmotten gevonden.
Aan de rand van een jaagpad vonden onderzoekers een fragment van de onderkaak van een volwassene, evenals botten van de holenleeuw (Panthera spelaea), wolharige mammoet (Mammuthus primigenius) en steppewisent (Bison priscus). Op een van de tanden van de persoon werd cariës opgemerkt.
In Kara-Bom, Üçağızlı (Turkije), Boker Tachtit (Israël), Ksar Akil (Libanon), Temnata Doepka (Bulgarije), Bohunice, Stránská skála, Líšeň, Podolí (okres Brno-venkov), Tvarožná (okres Brno-venkov) (Tsjechië), Koelytsjyvka (Oekraïne) en Shuidonggou (Noord-China) vond men een complex van soortgelijke industrieën genaamd het Emiran-Bohunician.